# さかっちバス
さかっちバスとは、埼玉県坂戸市のコミュニティバス。東武バスウエスト坂戸営業所が運行受託している。
なお本項では、「さかっちバス」の前身として運行されていた「坂戸市内循環バス（さかどしないじゅんかんバス）」についても解説する。

## 沿革
- 1996年5月7日 - 「坂戸市内循環バス」として運行開始。
  - 東武バスウエスト坂戸営業所が運行受託。
  - 循環路線の西コース・東コースの2路線、片方向運転の2路線の4路線で運行。
  - 初代車両は専用色の日野・リエッセ（KC-RX4JFAA、車椅子リフト無し）が導入された[1]。
- 2013年11月1日 - 「さかっちバス」「さかっちワゴン」として路線再編。
  - 乗合タクシー型の「さかっちワゴン」を導入。「さかっちバス」3路線、「さかっちワゴン」4路線に再編される。
  - 坂戸市内循環バスの西コース・東コースは廃止され、他の2路線は「さかっちバス　にしさかど線・つるまい線」の愛称が付される。
  - 運賃は100円から200円に改定。
  - 車両はバリアフリーに配慮して、「さかっちバス」は日野・リエッセのステップリフトバス、「さかっちワゴン」は車椅子リフト付きのワンボックスカーが導入された。
  - さかっちバスのカラーリングは、坂戸市内循環バス時代とほぼ同じ。坂戸市のゆるキャラ「さかっち」（後述）が描かれている。
- 2020年11月1日 - 路線およびダイヤの変更を行う。[2]

## 名称「さかっち」について
コミュニティバスの名称にもなっている「さかっち」とは、「坂戸よさこい」のマスコットキャラクターであり、後に坂戸市の公認ゆるキャラとなったキャラクターである。坂戸市役所に「さかっち」の等身大人形が飾られている。
「さかっち」は坂戸よさこいのキャラクターであることから、両手によさこい踊りの鳴子を持っているが、さかっちバス・さかっちワゴンに描かれている「さかっち」は鳴子を持たず、両方の人差し指を出して鳴子の代わりにしている。

## 運賃
- 一般（中学生以上）200円、こども（小学生）100円
- さかっちバスはPASMO・Suicaも使用可能（バス共通カードの利用は不可）
- 各路線の乗り継ぎは無料。その場合は「乗継券」が必要になるため、乗務員に乗継券発行を申し出る。
- 回数券は、さかっちバス・さかっちワゴン共通で11枚綴り2,000円。さかっちバス車内および東武バスウエスト坂戸営業所で販売。
- 坂戸市内在住の高齢者（70歳以上）は、希望により特別乗車証が交付され、無料となる。[4]

- 身体障害者手帳・療育手帳・精神障害者保健福祉手帳所持者も、希望により特別乗車証が交付され、提示により無料となる。
  - 2018年5月時点では市外在住者でも手帳の提示で半額であったが[5]、2019年9月時点では特別乗車証の提示以外では割引はない。[6]
- 坂戸市内循環バス時代の運賃は、100円均一であった。

## 路線

### 現行路線
いずれも年末年始（12月29日から1月3日）を除く毎日運行。さかっちのイメージから、路線名はひらがな表記になっている。また、さかっちワゴンにはラインカラーが存在する。
さかっちバスは東武バスウエスト坂戸営業所、さかっちワゴンは路線ごとに地元のタクシー事業者3社が分担して運行受託している。

#### さかっちバス
- さかっちバスおおや線
  - 坂戸市役所 - 鶴舞 - 城山荘 - 川角駅入口
  - 往復7便の運行。日曜・祝日は3便に減便される。
  - さかっちバス移行時に新設された路線。

- さかっちバスにしさかど線
  - 五丁目調整池 - 川角駅入口
  - 朝のラッシュ時に川角駅方面に3便、夕方ラッシュ時に五丁目調整池方面に3便。日曜･祝日は運休。

- さかっちバスつるまい線
  - 鶴舞東 - 坂戸駅南口。朝のラッシュ時に3便。
  - 坂戸駅南口 - 鶴舞南。夕方ラッシュ時に3便。
  - ともに日曜･祝日は運休。

#### さかっちワゴン
- さかっちワゴンすぐろ線   
  - ことぶき荘 - 島田 - 健康センター - 坂戸市役所
  - 往復5便の運行。三芳野タクシーが運行受託。

- さかっちワゴンしがいち線   
  - 坂戸駅南口 - 坂戸市役所 - 健康センター - 北坂戸駅東口
  - 往復10便の運行。川乗三和坂戸営業所が運行受託。

- さかっちワゴンにっさい線   
  - 坂戸市役所 - 花みず木四丁目 - 川角駅入口 - 城山荘
  - 往復4便の運行。川乗三和坂戸営業所が運行受託。

- さかっちワゴンみよしの線   
  - 東坂戸団地 - ことぶき荘 - 若葉駅 - 坂戸市役所
  - 往復4便の運行。千代田交通が運行受託。

### 過去の路線（坂戸市内循環バス時代）

#### さかっちバス移行時に廃止された路線
- 西コース
  - 坂戸市役所 - 坂戸駅北口 - 泉町 - 鶴舞東 - 鶴舞南 - 一本松駅入口 - 西大家駅 - 多和目 - （城山荘） - 城山荘入口 - 城西大学・明海大学病院前 - 川角駅入口 - 矢ノ上 - 健康増進施設 - 泉町 - 北坂戸駅西口 - 坂戸市文化会館 - 坂戸駅北口 - 坂戸市役所
    - 往復3便の運行。

  - 坂戸市役所 - 西大家駅 - 城山荘 - 西坂戸一丁目
    - 西コース区間便。往路1便、復路2便の運行。復路1便は城山荘を経由しない。

  - 城山公民館入口 - 西坂戸一丁目 - 川角駅入口 - 北坂戸駅西口 - 坂戸市役所
    - 西コース区間便。復路1便の運行。

  - 五丁目調整池 - 西坂戸一丁目 - 川角駅入口 - 北坂戸駅西口
    - 西コース区間便。往路1便の運行。

- 東コース
  - 坂戸市役所 - 坂戸駅北口 - 坂戸市文化会館東 - 運動公園・勝呂公民館前 - 島田赤尾境 - ことぶき荘 - 青木 - 東坂戸団地 - 中小坂 - 三芳野公民館 - 富士見工業団地 - 若葉駅 - 坂戸市役所
    - 往復3便の運行。

  - 坂戸市役所 - 運動公園・勝呂公民館前 - ことぶき荘
    - 東コース区間便。往復1便の運行。

  - ことぶき荘 - 東坂戸団地 - 坂戸市役所
    - 東コース区間便。復路1便の運行。

#### さかっちバスに移行した路線
- 五丁目調整池 - 川角駅入口コース（現：さかっちバスにしさかど線）
  - 五丁目調整池 - 城山荘入口 - 城西大学・明海大学病院前 - 川角駅入口

- 鶴舞東・鶴舞南 - 坂戸駅南口コース（現：さかっちバスつるまい線）
  - 鶴舞東 - 鶴舞南 - 花影町 - 坂戸駅南口